# 띠빗해파리과
띠빗해파리과(Cestidae)는 유촉수강에 속하는 유즐동물과의 하나이다. 띠빗해파리목(Cestida)의 유일한 과이다. 몸은 띠모양으로 길고 납작하며, 띠빗해파리(venus girdle)가 이에 속한다. 보통 1m 이상이고, 아시상열은 반구부쪽의 전부에 펼쳐져 있다. 아촉수판은 속에 펼쳐져 있다. 적도면의 관은 몬의 중간을 달리고, 아시상열과 측위관은 합하여 모두 수평으로 달린다.

## 하위 종
띠빗해파리과는 2개 속에 각각 1종을 포함하고 있다.
- 띠빗해파리속 (Cestum)
  - 띠빗해파리 (C. veneris) Lesueur, 1813 - 이명 Cestum amphitrites
- Velamen
  - V. parallelum (Fol, 1869)